# Sân bay Juba
Sân bay Juba là một sân bay ở Juba, thủ đô Nam Sudan (IATA: JUB, ICAO: HSSJ). Đây là cơ sở hoạt động của hãng Feeder Airlines Company. Sân bay này có hai đường băng.

## Các hãng hàng không và các tuyến điểm
| Hãng hàng không        | Các điểm đến          |
| ---------------------- | --------------------- |
| EgyptAir               | Cairo                 |
| Ethiopian Airlines     | Addis Ababa, Entebbe  |
| Fly540                 | Nairobi-Jomo Kenyatta |
| flydubai               | Dubai-International   |
| Kenya Airways          | Nairobi-Jomo Kenyatta |
| Nova Airways           | Khartoum              |
| RwandAir               | Entebbe, Kigali       |
| South Supreme Airlines | Entebbe               |
| Sudan Airways          | Khartoum, Malakal     |
| Tarco Airlines         | Khartoum              |

## Tai nạn và sự cố
Ngày 04 Tháng 11 năm 2015, một máy bay chở hàng Antonov An-12 bị rơi gần sông Nile Trắng ngay sau khi cất cánh từ sân bay quốc tế Juba.